# Healdiidae
Healdiidae is een familie van kreeftachtigen uit de klasse van de Ostracoda (mosselkreeftjes).

## Geslachten
- Aneisohealdia Kristan-Tollmann, 1971 †
- Beckerhealdia Blumenstengel, 1994 †
- Cytherellina Jones & Holl, 1869 †
- Gerbeckites Zbikowska, 1983 †
- Healdia Roundy, 1926 †
- Healdiacypris Bradfield, 1935 †
- Incisurella Cooper, 1941 †
- Kuresaaria Adamczak, 1967 †
- Marginohealdia Blumenstengel, 1965 †
- Nannohealdia Kesling & Chilman, 1978 †
- Ogmoconcha Triebel, 1941 †
- Parahealdia Coryell & Cuskley, 1934 †
- Pseudohealdia Gruendel, 1964 †
- Rugocytherellina Kesling & Chilman, 1978 †
- Signohealdia Kristan-Tollmann, 1971 †
- Silenites Coryell & Booth, 1933 †
- Thlipsohealdia Krandijevsky, 1963 †
- Timorhealdia Bless, 1987 †
- Torohealdia Kristan-Tollmann, 1971 †
- Triadohealdia Kristan-Tollmann, 1971 †
- Waylandella Coryell & Billings, 1932 †